# Anastrepha
Anastrepha is een geslacht uit de familie van de boorvliegen (Tephritidae). 
De wetenschappelijke naam Anastrepha werd in 1868 gepubliceerd door de Oostenrijkse entomoloog Ignaz Rudolph Schiner, in zijn rapport over de tweevleugeligen verzameld tijdens de Novara-expeditie van 1857-1859. Hij beschreef daarin ook de nieuwe soorten Anastrepha munda en Anastrepha striata afkomstig uit Zuid-Amerika.
Het geslacht telt meer dan 200 soorten die voorkomen in de tropische en subtropische streken van Amerika, waaronder een aantal belangrijke plaagsoorten in de fruitteelt.

## Soorten[2]
- Anastrepha aberrans
- Anastrepha acidusa
- Anastrepha acris
- Anastrepha aczeli
- Anastrepha alveata
- Anastrepha alveatoides
- Anastrepha amita
- Anastrepha amnis
- Anastrepha ampliata
- Anastrepha anduzei
- Anastrepha anomala
- Anastrepha anomoiae
- Anastrepha antilliensis
- Anastrepha antunesi
- Anastrepha aphelocentema
- Anastrepha apicata
- Anastrepha aquila
- Anastrepha atrigona
- Anastrepha atrox
- Anastrepha avispa
- Anastrepha bahiensis
- Anastrepha barbiellinii
- Anastrepha barnesi
- Anastrepha barrettoi
- Anastrepha belenensis
- Anastrepha benjamini
- Anastrepha bezzii
- Anastrepha bicolor (Stone, 1939)
- Anastrepha binodosa
- Anastrepha bistrigata
- Anastrepha bivittata
- Anastrepha bondari
- Anastrepha borgmeieri
- Anastrepha brunnealata
- Anastrepha buscki
- Anastrepha canalis
- Anastrepha castanea
- Anastrepha castilloi
- Anastrepha caudata
- Anastrepha chiclayae
- Anastrepha cocorae
- Anastrepha compressa
- Anastrepha concava
- Anastrepha conjuncta
- Anastrepha connexa
- Anastrepha consobrina
- Anastrepha convoluta
- Anastrepha cordata
- Anastrepha coronilli
- Anastrepha costalimai
- Anastrepha crebra
- Anastrepha cruzi
- Anastrepha cryptostrepha
- Anastrepha curitis
- Anastrepha daciformis
- Anastrepha debilis
- Anastrepha dentata
- Anastrepha dissimilis
- Anastrepha distans
- Anastrepha distincta
- Anastrepha doryphoros
- Anastrepha dryas
- Anastrepha duckei
- Anastrepha edentata
- Anastrepha elegans
- Anastrepha elongata
- Anastrepha enkerlini
- Anastrepha ethalea
- Anastrepha fenestrata
- Anastrepha fernandezi
- Anastrepha fischeri
- Anastrepha flavipennis
- Anastrepha flavissima
- Anastrepha fractura
- Anastrepha fraterculus
- Anastrepha freidbergi
- Anastrepha fumipennis
- Anastrepha furcata
- Anastrepha fuscicauda
- Anastrepha galbina
- Anastrepha gigantea
- Anastrepha grandicula
- Anastrepha grandis
- Anastrepha greenei
- Anastrepha guianae
- Anastrepha hamadryas
- Anastrepha hamata
- Anastrepha hambletoni
- Anastrepha hastata
- Anastrepha haywardi
- Anastrepha hermosa
- Anastrepha insulae
- Anastrepha integra
- Anastrepha interrupta
- Anastrepha irradiata
- Anastrepha irretita
- Anastrepha katiyari
- Anastrepha kuhlmanni
- Anastrepha lambda
- Anastrepha lanceola
- Anastrepha leptozona
- Anastrepha limae
- Anastrepha loewi
- Anastrepha longicauda
- Anastrepha ludens
- Anastrepha luederwaldti
- Anastrepha lutea
- Anastrepha lutzi
- Anastrepha macra
- Anastrepha macrura
- Anastrepha maculata
- Anastrepha magna
- Anastrepha manihoti
- Anastrepha manizaliensis
- Anastrepha margarita
- Anastrepha matertela
- Anastrepha maya
- Anastrepha mburucuyae
- Anastrepha megacantha
- Anastrepha minensis
- Anastrepha minuta
- Anastrepha mixta
- Anastrepha montei
- Anastrepha morvasi
- Anastrepha mucronota
- Anastrepha munda
- Anastrepha murrayi
- Anastrepha nascimentoi
- Anastrepha nigrifascia
- Anastrepha nigripalpis
- Anastrepha normalis
- Anastrepha nunezae
- Anastrepha obliqua
- Anastrepha obscura
- Anastrepha ocresia
- Anastrepha ornata
- Anastrepha pacifica
- Anastrepha palae
- Anastrepha pallens
- Anastrepha pallidipennis
- Anastrepha panamensis
- Anastrepha parallela
- Anastrepha parishi
- Anastrepha passiflorae
- Anastrepha pastranai
- Anastrepha perdita
- Anastrepha phaeoptera
- Anastrepha pickeli
- Anastrepha pittieri
- Anastrepha pseudanomala
- Anastrepha pseudoparallela
- Anastrepha pulchella
- Anastrepha pulchra
- Anastrepha punctata
- Anastrepha quararibeae
- Anastrepha quiinae
- Anastrepha ramosa
- Anastrepha reichardti
- Anastrepha relicta
- Anastrepha repanda
- Anastrepha rheediae
- Anastrepha robusta
- Anastrepha rosilloi
- Anastrepha sagittata
- Anastrepha sagittifera
- Anastrepha schausi
- Anastrepha schultzi
- Anastrepha scobinae
- Anastrepha serpentina
- Anastrepha shannoni
- Anastrepha similis
- Anastrepha simulans
- Anastrepha sinvali
- Anastrepha sodalis
- Anastrepha soroana
- Anastrepha sororcula
- Anastrepha spatulata
- Anastrepha speciosa
- Anastrepha steyskali
- Anastrepha stonei
- Anastrepha striata
- Anastrepha submunda
- Anastrepha subramosa
- Anastrepha superflua
- Anastrepha suspensa
- Anastrepha sylvicola
- Anastrepha tecta
- Anastrepha teli
- Anastrepha tenella
- Anastrepha teretis
- Anastrepha townsendi
- Anastrepha tripunctata
- Anastrepha tubifera
- Anastrepha tumida
- Anastrepha turicai
- Anastrepha turpiniae
- Anastrepha umbrosa
- Anastrepha undosa
- Anastrepha urichi
- Anastrepha willei
- Anastrepha xanthochaeta
- Anastrepha zenildae
- Anastrepha zernyi
- Anastrepha zeteki
- Anastrepha zucchii
- Anastrepha zuelaniae